# Анан (посёлок)
Анан (яп. 阿南町 Анан-тё:) — посёлок в Японии, находящийся в уезде Симоина префектуры Нагано. Площадь посёлка составляет 123,35 км², население — 5104 человека (1 августа 2014), плотность населения — 41,38 чел./км².

## Географическое положение
Посёлок расположен на острове Хонсю в префектуре Нагано региона Тюбу. С ним граничат сёла Уруги, Симодзё, Тенрю, Ати, Хирая, Ясуока, Тоёне.

## Население
Население посёлка составляет 5104 человека (1 августа 2014), а плотность — 41,38 чел./км². Изменение численности населения с 1980 по 2005 годы:
| 1980 | 7290 чел. |  |
| 1985 | 7052 чел. |  |
| 1990 | 6851 чел. |  |
| 1995 | 6565 чел. |  |
| 2000 | 6232 чел. |  |
| 2005 | 5972 чел. |  |

## Символика
Деревом посёлка считается клён Хананоки (лат. Acer pycnanthum), цветком — Hymenanthes, птицей — Cettia diphone.